# Halfweg (Staphorst)
Halfweg is een buurtschap die behoort tot de gemeente Staphorst in de Nederlandse provincie Overijssel.
Het centrale punt in Halfweg is het eetcafé "Het Vergulde Ros". Jan Bouwman, boer en paardenhandelaar uit Halfweg, bouwde het café rond 1900. Toen bestond het uit een gelagkamer met twee beddensteden en een grote potkachel. Direct daarachter de deel met aangrenzend de koestal en varkenshokken. Als laatste twee grote schuren met plek voor wel honderd paarden. Na de oorlog nam zijn kleinzoon, ook Jan Bouwman, het over. Het café ging over op Meilof Bouwman die er een klein zaaltje en karakteristieke veranda bij bouwde. In 1984 werd het café grotendeels door brand verwoest. Alleen de gelagkamer bleef behouden. Na twee jaar werd het café weer opgebouwd om het op 16 december 1986 te laten heropenen door burgemeester Niemeijer te paard. Ook in de aankleding van het café is de link naar de historie van de paardenhandel duidelijk gelegd.
De Coöperatieve Stoomzuivelfabriek "De Halfweg" werd opgericht op 18 februari 1901. Bij het in werking stellen van de fabriek telde de vereniging 42 leden die op dat moment beschikt over 288 koeien. Het ledental steeg geleidelijk en passeerde in 1926 de honderd. Tijdens de Tweede Wereldoorlog raakte de fabriek  o.a. door de brandstoffenschaarste in de problemen. In 1942 verwerkte de fabriek nog 1.420.076 kilogram melk maar in 1943 kwam de fabriek stil te liggen. Na de bevrijding werd besloten tot liquidatie. De geschiedenis van de fabriek is zeer in het kort beschreven door G. Lubberink in " 't Olde Stapperst" van augustus 1982 (3e jaargang, nummer 3).
In het verleden was er in Halfweg ook een warme bakker gevestigd en aan de Gemeenteweg 374 heeft een Beltmolen genaamd "Agtersmid" gestaan die van 1854 tot 1928 in bedrijf was. De restanten daarvan zijn nog te bezichtigen.
Vanuit Staphorst kan men via Halfweg naar IJhorst. Slaat men op de kruising in Halfweg linksaf, dan komt men over de Reest en via het Tolhuisje van het landgoed Dickninge in de Wijk.
Het eetcafé is mede bekend door de aanwezigheid van een ooievaarsnest op het dak, waar jaarlijks een ooievaarspaar broedt. Dichtbij ligt het ooievaarsstation De Lokkerij, waar ieder jaar weer tientallen ooievaars de eieren uitbroeden. In augustus kan men in de omgeving vaak grote aantallen ooievaars aantreffen, alvorens die naar zuidelijker oorden vertrekken om te overwinteren.

Afbeeldingen
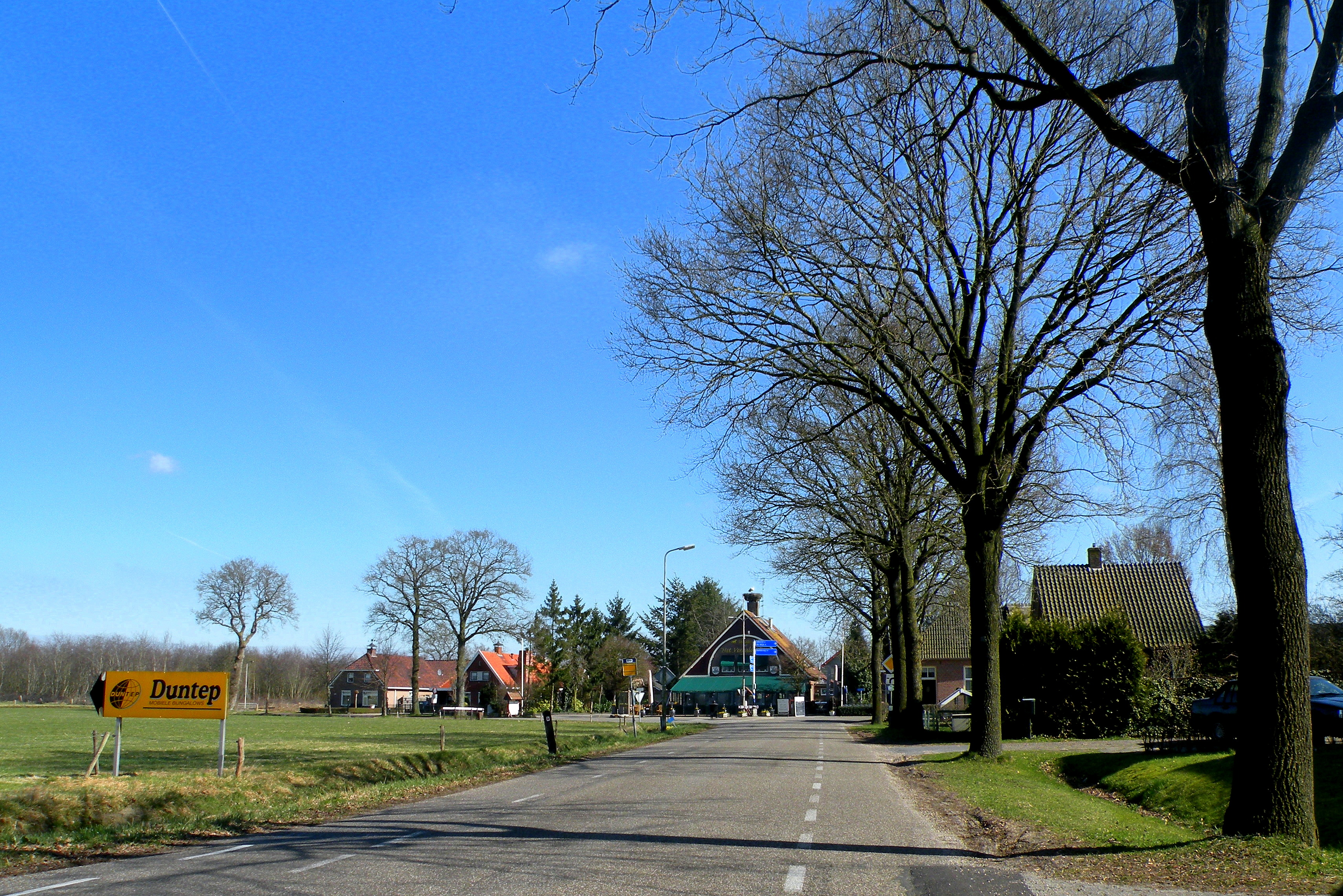
Het Vergulde Ros, Halfweg
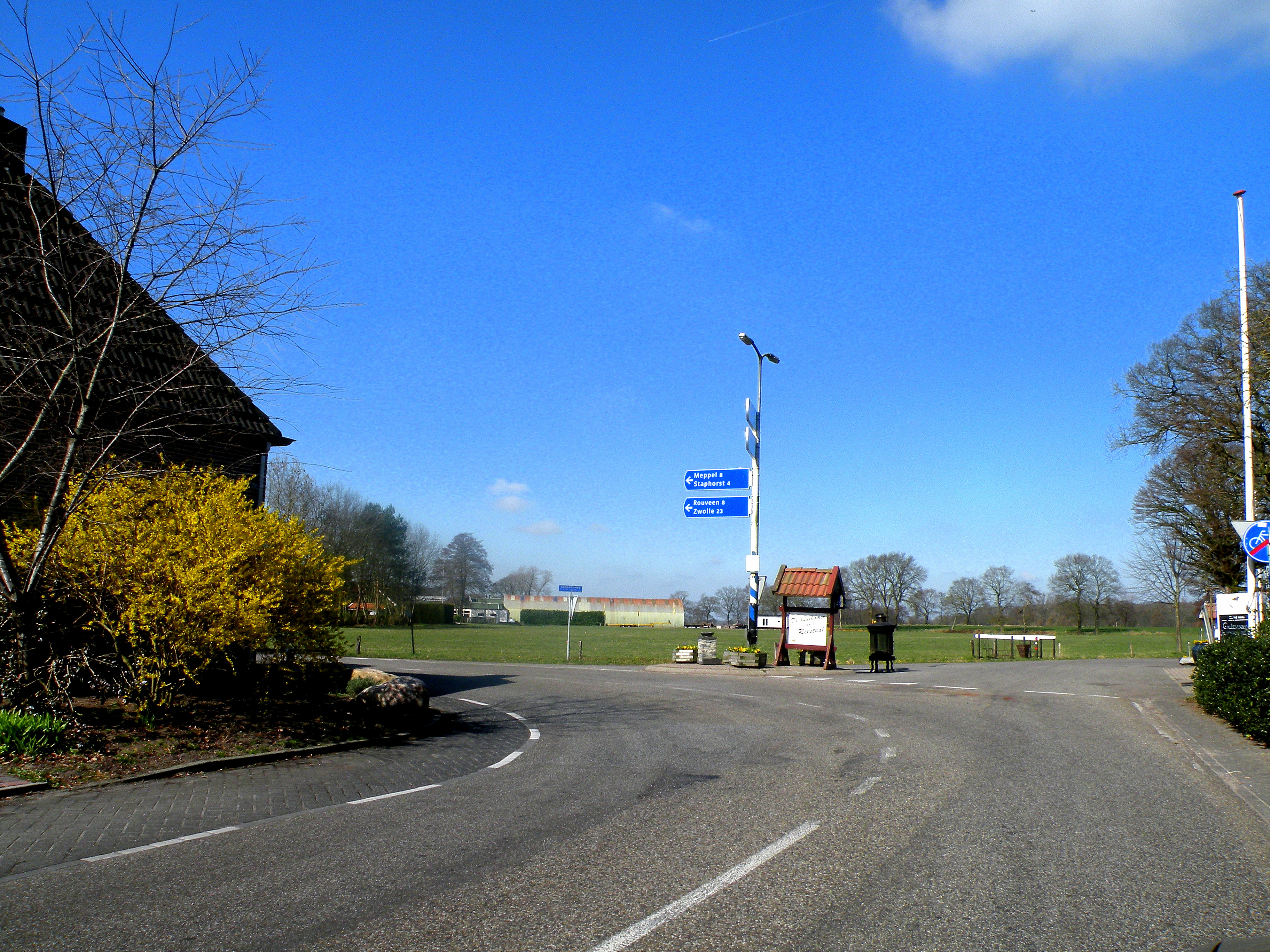
Driesprong bij Het Vergulde Ros
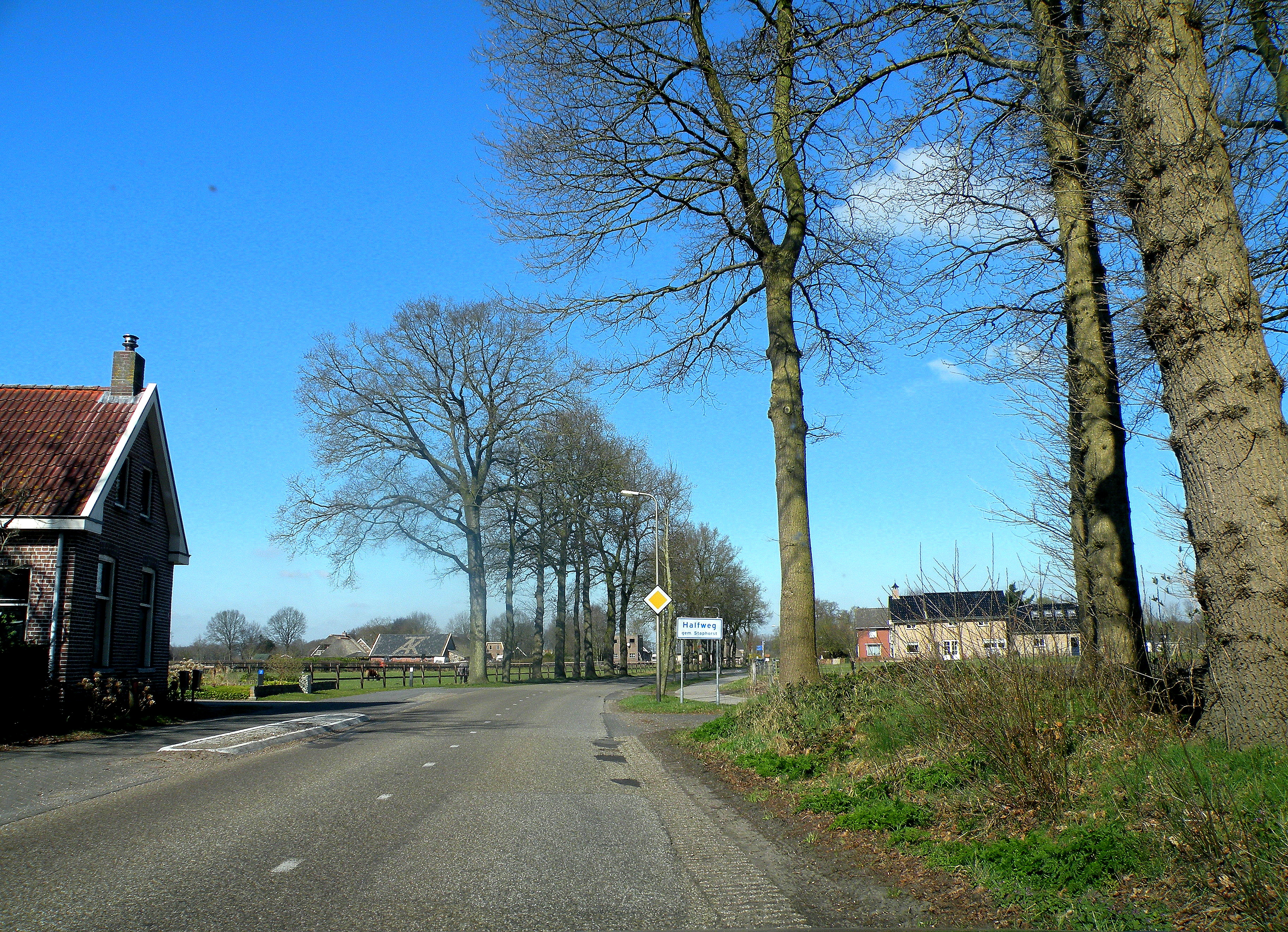
Naambord buurtschap Halfweg, gezien vanaf IJhorst

Hoofdplaats: Staphorst      Dorpen: Rouveen · IJhorst

Buurtschappen: Halfweg · Hamingen · Lankhorst · De Leijen · De Lichtmis (deels) · Punthorst · Slingenberg (deels) · Westerhuizingerveld (deels)

Overijssel · Steden en dorpen in Overijssel      Nederland · Provincies · Gemeenten